# 옥중화
《옥중화》는 2016년 4월 30일부터 2016년 11월 6일까지 방영된 MBC 창사 55주년 특별기획 드라마이다.

## 줄거리
옥에서 태어난 천재 소녀 옥녀와 조선상단의 미스터리 인물 윤태원의 삶을 그린 어드벤처 대하사극이다.

## 등장 인물

### 주요 인물
- 진세연 : 옥녀 / 이서원 역 (아역 : 정다빈) - 중종과 후궁 가비의 친딸. 명종의 이복 여동생.
- 고수 : 윤태원 역 (아역 : 정윤석)
- 김미숙 : 문정왕후 역
- 정준호 : 윤원형 역
- 박주미 : 정난정 역
- 윤주희 : 이소정 역
- 김수연 : 윤신혜 역 (아역: 노정의)
- 전광렬 : 박태수 역
- 최태준 : 성지헌 역 (포도청 종사관)

### 전옥서 인물들
- 정은표 : 지천득 역 - 전옥서 서리. 옥녀의 양부.
- 최민철 : 정대식 역 - 전옥서 주부
- 박길수 : 유종회 역 - 전옥서 참봉
- 임정하 : 이효성 역 - 전옥서 봉사
- 안여진 : 유금 역
- 소준섭 : 천둥 역
- 이세창 : 전우치 역
- 구혜령 : 덕분 역
- 조윤호 : 재덕 역 (전옥서 옥졸)
- 주진모 : 토정 이지함 역
- 이정용 : 고대길 역

### 마포 송파 상단 인물들
- 이희도 : 공재명 역
- 김형범 : 도치 역
- 위양호 : 작두 역
- 김익태 : 성환옥 역 - 성지헌의 양부.

### 정난정 & 윤원형 주변 인물들
- 맹상훈 : 정막개 역
- 김윤경 : 민동주 역
- 이도은 : 오종금 역
- 허지은 : 천순금 역
- 서범식 : 주철기 역
- 여호민 : 동창 역

### 기방 소소루 인물들
- 오나라 : 황교하 역
- 정병철 : 성차흠 역
- 하은채 : 채선 역
- 손가영 : 다정 역
- 김지은 : 묘향 역
- 손나래 : 신비 역

### 조정의 인물들
- 임호 : 강선호 역
- 곽민호 : 기춘수 역 - 내금위 종사관
- 김민경 : 김상궁 역 - 대비전 제조상궁
- 서하준 : 명종 역 - 조선의 13대 왕. 옥녀(이서원)의 이복 오라버니.
- 이봉원 : 양동구 역 - 포도부장
- 정우식 : 송석우 역 - 포도부장
- 한인수 : 이정명 역 - 병조판서
- 정성운 : 덕흥군 역 - 명종의 이복형, 훗날 조선 14대 왕 선조의 생부
- 이승아 : 대전상궁(한금옥) 역 - (설인아 : 궁녀 시절 한상궁(한금옥) 역)
- 김경룡 : 오달중 역 - 평시서 주부
- 손선근 : 김태정 역 - 형조참의
- 신국 : 이영신 역
- 송용태 : 소격서 제조 역
- 이종구 : 평시서 제조 역
- 김태영 : 포도대장 역
- 차건우 : 황해도 관찰사 역
- 이찬 : 장선풍 역 - 해주감영 이방
- 류승국 : 한재서 역 - 내금위 종사관
- 공재원 : 대전내관 역
- 이주석 : 이정국 역 - 역관
- 김진호 : 정상호 역

### 그 외 인물
- 배그린 : 가비 역 - 옥녀의 친모 (1회, 40회 특별출연)
- 한다은 : 선화 역 - 여자 체탐인
- 송영웅 : 오장현 역 - 조선 출신 명나라 태감
- 봉혜선
- 김정팔 : 강만복 역
- 방길승
- 양기원
- 유상재 : 자객 역
- 이진목
- 김서윤
- 라윤찬
- 안수호
- 김태범
- 민병욱
- 윤성원
- 이두석
- 백민 : 김문창 역
- 이주석 : 역관 역
- 정진 : 아타이 역 - 여진족
- 장문규
- 김대흥
- 윤종구
- 박정우 : 윤태규 역 - 체탐인
- 권범택
- 강철성
- 정동규 : 이명우 역
- 이숙 : 여주댁 역 - 주모
- 성찬호
- 최교식
- 이윤상
- 이규섭 : 포졸 역
- 정은성 : 명선 역
- 안신우 : 포도청 종사관 역
- 강서하 : 만옥 역
- 정하윤(문철훈) : 만수 역
- 박성균
- 백승철
- 김윤태
- 김주황
- 최윤준
- 박건락
- 송진우
- 윤영주 : 민수옥 역 - 일명 : 쌍가락지녀, 중년녀
- 장태민
- 유하복 : 산적 두목 역
- 임성표
- 리민
- 이창
- 전해룡
- 성현미
- 김미소 : 몽실 역
- 박주형 : 이명헌 역 - 前 내금위 종사관
- 고은수 : 초희 역 - 옥녀의 호위무사
- 오은호 : 공은수 역
- 김정수 : 의금부판사 박찬종 역
- 최지은 : 영지 역
- 손광업 : 진수명 역
- 최종남 : 마창도 역
- 배도환 : 차대명 역
- 신준영 : 홍만종 역
- 정현석
- 안민상
- 나성균
- 문철훈
- 윤성현
- 김광태
- 김진서
- 조정문
- 강학수
- 고한민
- 김민경
- 엄태옥
- 배지환
- 김법래 : 중종 역 - 조선 11대 왕. 옥녀의 친아버지
- 윤용현 : 정만호 역 - 정난정의 사촌 남동생.
- 박익준
- 이택근
- 금광산 : 전옥서 죄수역
- 미석
- 하수호
- 박노식 : 전옥서 옥졸 역
- 윤혁진
- 장격수
- 손인용
- 송경의
- 민준현
- 박대규
- 김영석
- 윤현진
- 진선우
- 이재수
- 김현빈 : 하성군 역 - 덕흥군의 3남
- 차다영 : 순심 역
- 미상 : 박종흠 / 박정국 역 - 박태수의 아들. 성지헌의 생부.
- 이우석
- 정강희
- 손인용
- 최동엽
- 신재훈
- 안태훈

### 특별 출연
- 김응수 : 전옥서 주부 역
- 윤유선 : 김씨 부인 역 - 윤원형의 정실
- 윤진호 : 포도청 종사관 역

## 시청률
최저 시청률과 최고 시청률은 시청률 조사회사와 지역별로 시청률에 차이가 있을 수 있습니다.
| 2016년      | 2016년      | 2016년         | 2016년       | 2016년         | 2016년       |
| 회차        | 방송일      | TNmS 시청률    | TNmS 시청률  | AGB 시청률     | AGB 시청률   |
| 회차        | 방송일      | 대한민국(전국) | 서울(수도권) | 대한민국(전국) | 서울(수도권) |
| ----------- | ----------- | -------------- | ------------ | -------------- | ------------ |
| 제1회       | 4월 30일    | 16.2%          | 17.3%        | 17.3%          | 18.8%        |
| 제2회       | 5월 1일     | 18.4%          | 20.1%        | 20.0%          | 21.9%        |
| 제3회       | 5월 7일     | 16.6%          | 19.2%        | 16.9%          | 19.2%        |
| 제4회       | 5월 8일     | 17.6%          | 20.7%        | 19.5%          | 21.7%        |
| 제5회       | 5월 14일    | 18.7%          | 20.9%        | 20.3%          | 22.1%        |
| 제6회       | 5월 15일    | 17.9%          | 20.6%        | 19.8%          | 21.7%        |
| 제7회       | 5월 21일    | 15.9%          | 18.5%        | 16.5%          | 17.7%        |
| 제8회       | 5월 22일    | 15.8%          | 16.9%        | 17.7%          | 19.0%        |
| 제9회       | 5월 28일    | 15.4%          | 16.5%        | 17.2%          | 18.5%        |
| 제10회      | 5월 29일    | 16.4%          | 17.9%        | 18.7%          | 19.7%        |
| 제11회      | 6월 4일     | 15.9%          | 16.3%        | 16.8%          | 17.7%        |
| 제12회      | 6월 11일    | 15.2%          | 16.7%        | 16.9%          | 17.9%        |
| 제13회      | 6월 12일    | 15.2%          | 16.7%        | 19.0%          | 20.6%        |
| 제14회      | 6월 18일    | 14.8%          | 16.1%        | 17.3%          | 17.8%        |
| 제15회      | 6월 19일    | 16.0%          | 17.2%        | 18.7%          | 19.1%        |
| 제16회      | 6월 25일    | 14.8%          | 16.4%        | 17.2%          | 18.2%        |
| 제17회      | 6월 26일    | 15.9%          | 17.8%        | 18.3%          | 19.0%        |
| 제18회      | 7월 2일     | 15.8%          | 16.2%        | 19.0%          | 20.1%        |
| 제19회      | 7월 3일     | 16.7%          | 17.7%        | 18.7%          | 19.9%        |
| 제20회      | 7월 9일     | 15.4%          | 16.4%        | 18.4%          | 20.1%        |
| 제21회      | 7월 10일    | 16.7%          | 17.6%        | 18.9%          | 20.6%        |
| 제22회      | 7월 16일    | 15.8%          | 17.2%        | 19.6%          | 21.3%        |
| 제23회      | 7월 17일    | 15.8%          | 15.3%        | 19.9%          | 21.5%        |
| 제24회      | 7월 23일    | 18.1%          | 18.9%        | 19.7%          | 21.9%        |
| 제25회      | 7월 24일    | 18.5%          | 18.6%        | 19.8%          | 20.7%        |
| 제26회      | 7월 30일    | 18.7%          | 21.2%        | 19.6%          | 21.0%        |
| 제27회      | 7월 31일    | 18.9%          | 19.7%        | 21.1%          | 21.8%        |
| 제28회      | 8월 7일     | 17.7%          | 17.1%        | 19.0%          | 19.6%        |
| 제29회      | 8월 21일    | 16.7%          | 16.7%        | 19.4%          | 20.7%        |
| 제30회      | 8월 27일    | 15.5%          | 15.3%        | 18.5%          | 20.2%        |
| 제31회      | 8월 28일    | 17.6%          | 17.5%        | 19.9%          | 21.5%        |
| 제32회      | 9월 3일     | 17.0%          | 17.9%        | 18.3%          | 19.8%        |
| 제33회      | 9월 4일     | 17.5%          | 18.5%        | 20.0%          | 21.0%        |
| 제34회      | 9월 10일    | 17.0%          | 17.7%        | 20.0%          | 21.0%        |
| 제35회      | 9월 11일    | 18.0%          | 18.6%        | 21.3%          | 22.9%        |
| 제36회      | 9월 17일    | 15.0%          | 15.4%        | 18.0%          | 18.2%        |
| 제37회      | 9월 18일    | 19.3%          | 17.8%        | 22.0%          | 22.6%        |
| 제38회      | 9월 24일    | 17.4%          | 17.1%        | 20.6%          | 21.7%        |
| 제39회      | 9월 25일    | 19.6%          | 19.5%        | 20.8%          | 21.6%        |
| 제40회      | 10월 1일    | 18.0%          | 19.0%        | 19.9%          | 21.4%        |
| 제41회      | 10월 2일    | 20.1%          | 20.9%        | 21.4%          | 22.3%        |
| 제42회      | 10월 8일    | 18.9%          | 19.3%        | 21.0%          | 21.6%        |
| 제43회      | 10월 9일    | 19.4%          | 18.5%        | 21.7%          | 22.0%        |
| 제44회      | 10월 15일   | 18.7%          | 18.8%        | 21.4%          | 22.3%        |
| 제45회      | 10월 16일   | 19.7%          | 21.6%        | 21.7%          | 22.6%        |
| 제46회      | 10월 22일   | 17.6%          | 17.9%        | 21.0%          | 22.3%        |
| 제47회      | 10월 23일   | 18.9%          | 19.5%        | 21.2%          | 21.4%        |
| 제48회      | 10월 29일   | 18.8%          | 20.0%        | 20.8%          | 21.8%        |
| 제49회      | 10월 30일   | 20.3%          | 20.6%        | 22.6%          | 23.8%        |
| 제50회      | 11월 5일    | 17.5%          | 17.8%        | 20.3%          | 21.4%        |
| 제51회      | 11월 6일    | 19.5%          | 20.0%        | 22.6%          | 23.2%        |
| 평균 시청률 | 평균 시청률 | 17.3%          | 18.2%        | 19.5%          | 20.7%        |

## 결방 및 연장
- 2016년 6월 5일 : MBC스포츠 2016 축구 국가대표팀 친선경기 중계 방송으로 인해 결방
- 2016년 8월 6일 : 제31회 리우하계올림픽대회 배구 중계 방송으로 인해 결방
- 2016년 8월 13일 : 제31회 리우하계올림픽대회 탁구 중계 방송으로 인해 결방
- 2016년 8월 14일 : 제31회 리우하계올림픽대회 펜싱, 배구 중계 방송으로 인해 결방
- 2016년 8월 20일 : 제31회 리우하계올림픽대회 여자골프, 태권도 중계 방송으로 인해 결방
- 2016년 10월 27일 : 옥중화 방영 분량이 50부작에서 1회 연장되어 51부작으로 변경 및 확정되었다.

## 수상 및 후보
- 제11회 서울 드라마 어워즈 한류 드라마 우수 작품상 옥중화 수상
- 제9회 코리아 드라마 어워즈
  - 연출상 이병훈, 최정규 후보
  - 여자 우수연기상 진세연 후보
  - 남자 신인상 서하준 후보
- 제5회 아시아 태평양 어워즈 드라마부문 남자 최우수연기상 고수 후보
- 2016년 MBC 연기대상
  - 특별기획 부문 남자 최우수연기상 고수 후보
  - 특별기획 부문 여자 최우수연기상 김미숙 후보
  - 특별기획 부문 여자 우수연기상 진세연 수상
  - 특별기획 부문 남자 우수연기상 서하준 수상
  - 특별기획 부문 남자 황금연기상 정준호 수상
  - 아역상 정다빈 수상

## 동시간대 드라마
- 미세스 캅 2 (SBS, 2016년 3월 5일 ~ 2016년 5월 8일)
- 미녀 공심이 (SBS, 2016년 5월 14일 ~ 2016년 7월 17일)
- 끝에서 두번째 사랑 (SBS, 2016년 7월 30일 ~ 2016년 10월 16일)
- 고호의 별이 빛나는 밤에 (SBS, 2016년 10월 22일 ~ 2016년 10월 30일)

## 참고 사항
- 이봉원 (양동구 역)이 해당 작품을 통해 처음으로 메이저 방송 정통 연속극 도전을 했다.[3]
- 2019년 개국한 MBC ON에서 재방송되었으며 1998년 iTV 개국 첫 연속극 <가족> 이후 안방극장에서 자취를 감췄던 임정하 (이효성 역)는 해당 작품을 통해 브라운관에 돌아왔지만 이 작품을 끝으로 안방극장에서 사라졌고 2022년 4월 2일 타계했으며 신국 (이영신 역)은 2017년 이후 건강이 나빠져 해당 작품을 끝으로 작품활동을 접었고 2020년 8월 29일 타계했으며[4] 한인수 (이정명 역) 여호민 (동창 역)은 해당 작품 이후 연속극 활동이 전무해졌다.